# Alpiner Skieuropacup 1982/83
Gesamt- und Disziplinenwertungen der Saison 1982/1983 des Alpinen Skieuropacups.

## Europacupwertungen

### Gesamtwertung
| Rang | Name               | Land               | Punkte |
| ---- | ------------------ | ------------------ | ------ |
| 1    | Bill Johnson       | Vereinigte Staaten | 115    |
| 2    | Franck Piccard     | Frankreich         | 113    |
| 3    | Ernst Riedlsperger | Österreich         | 103    |

| Rang | Name                   | Land    | Punkte |
| ---- | ---------------------- | ------- | ------ |
| 1    | Christine von Grünigen | Schweiz | 160    |
| 2    | Brigitte Gadient       | Schweiz | 147    |
| 3    | Corinne Schmidhauser   | Schweiz | 107    |

### Abfahrt
| Rang | Name          | Land               | Punkte |
| ---- | ------------- | ------------------ | ------ |
| 1    | Bill Johnson  | Vereinigte Staaten | 95     |
| 2    | Andy Chambers | Vereinigte Staaten | 60     |
| 3    | Henry Feige   | Frankreich         | 59     |

| Rang | Name               | Land       | Punkte |
| ---- | ------------------ | ---------- | ------ |
| 1    | Veronika Wallinger | Österreich | 50     |
| 2    | Elisabeth Warter   | Österreich | 30     |
| 2    | Patricia Kästle    | Österreich | 30     |
| 2    | Roberta Berbenni   | Italien    | 30     |

### Riesenslalom
| Rang | Name               | Land        | Punkte |
| ---- | ------------------ | ----------- | ------ |
| 1    | Günther Mader      | Österreich  | 80     |
| 2    | Alexander Schirow  | Sowjetunion | 67     |
| 3    | Ernst Riedlsperger | Österreich  | 64     |

| Rang | Name                   | Land    | Punkte |
| ---- | ---------------------- | ------- | ------ |
| 1    | Christine von Grünigen | Schweiz | 69     |
| 2    | Brigitte Gadient       | Schweiz | 66     |
| 3    | Paola Marciandi        | Italien | 52     |

### Slalom
| Rang | Name              | Land     | Punkte |
| ---- | ----------------- | -------- | ------ |
| 1    | Peter Mally       | Italien  | 83     |
| 2    | Jonas Nilsson     | Schweden | 78     |
| 3    | Gunnar Neuriesser | Schweden | 75     |

| Rang | Name                   | Land             | Punkte |
| ---- | ---------------------- | ---------------- | ------ |
| 1    | Christine von Grünigen | Schweiz          | 87     |
| 2    | Brigitte Gadient       | Schweiz          | 75     |
| 3    | Ivana Velesová         | Tschechoslowakei | 65     |